# Irena Felchnerowska
Irena Felchnerowska, po mężu Oknińska (ur. 12 stycznia 1930 w Toruniu, zm. 27 marca 2005 w Chełmnie) – polska siatkarka, medalistka mistrzostw Europy, także lekkoatletka, medalistka mistrzostw Polski.

## Kariera sportowa
W latach 1949–1951 wystąpiła 15 razy w reprezentacji Polski w siatkówce, zdobywając brązowy medal mistrzostw Europy w 1949 i wicemistrzostwo Europy w 1951.
Uprawiała także lekką atletykę, jej największymi sukcesami był brązowy medal mistrzostw Polski w 1947 w skoku wzwyż i halowe wicemistrzostwo Polski w skoku wzwyż w 1948.
W 1953 ukończyła studia w Akademii Wychowania Fizycznego w Warszawie. Po zakończeniu kariery sportowej była nauczycielką w Technikum Odzieżowym w Toruniu.
Jest pochowana na Cmentarzu św. Jerzego w Toruniu. Jej bratem był Klemens Felchnerowski (1928–1980), malarz i wojewódzki konserwator zabytków w Zielonej Górze.

## Kluby
- Pomorzanin Toruń (1947–1948)
- Kolejarz Toruń (1949–1950)
- AZS-AWF Warszawa (1951)